# Семь невест ефрейтора Збруева
«Семь неве́ст ефре́йтора Збру́ева» — советский цветной художественный фильм 1970 года.

## Сюжет
Фотография ефрейтора срочной службы Кости Збруева попала на обложку журнала «Умелый воин», и девушки со всей страны засыпали его письмами. После увольнения в запас Костя, отобрав семь «предложений чистой дружбы», отправляется в путешествие от украинских степей до дальневосточной тайги выбирать невесту.
Станцию первой кандидатки Збруев проехал, увлекшись общением с симпатичной проводницей вагона; вторая оказалась чересчур робка; третья — слишком знаменита; четвёртая — невыносимо благопристойна; пятая — замужем, и вообще не в курсе, что Костя получил письмо с её подписью. Шестая девушка была бы просто идеальной парой, но тут Костя сам всё испортил — подвёл его слишком длинный язык. А седьмой невесты и вовсе не существовало в природе. Семейное счастье ефрейтора Збруева, таким образом, отодвинулось в неопределённое будущее, на «N-ский год».
В фильме снимался популярный в 1960-х годах ансамбль «Ярославские ребята» в составе: Ю. Балашов, В. Комаров, Ю. Епифанов. По ходу фильма ансамбль исполняет музыкальные комментарии к происходящим событиям.

## В ролях
- Семён Морозов — Костя (Константин Яковлевич) Збруев, демобилизованный ефрейтор
- Наталья Четверикова — Надежда (вторая невеста, ткачиха из общежития)
- Марианна Вертинская — Татьяна Дроздова (третья невеста, киноактриса)
- Елена Соловей — Римма (четвёртая невеста, медсестра)
- Наталья Варлей — Галина Листопад (пятая невеста, комсомольский работник)
- Татьяна Фёдорова — Валентина Кондратьевна Оленёва (шестая невеста, крестьянка)
- Ирина Куберская — проводница
- Елизавета Алексеева — иностранная туристка
- Серафим Стрелков — иностранный турист
- Валентина Пугачёва — продавщица в поезде
- Ольга Григорьева — массовик-затейник в парке
- Любовь Тищенко — подруга Надежды
- Людмила Старицына — Люся
- Василий Меркурьев — Василий Васильевич Лукьянов, начальник охотхозяйства
- Леонид Куравлёв — священнослужитель
- Алексей Кожевников — комендант аэропорта
- Анатолий Столбов — комендант общежития Семён Семёныч Евстигнеев
- Анатолий Абрамов — попутчик в самолёте
- Валерий Миронов — демобилизованный сержант Орлов
- С. Ачитаев — Хабибуллин, демобилизованный солдат
- Михаил Васильев — алкаш с зажигалкой
- Трио «Ярославские ребята»
- В титрах не указаны:
- Юрий Радкевич — муж Галины Листопад
- Евгения Сабельникова — подруга Надежды
- Александр Сныков — капитан в кассе аэропорта
- Виктор Чайников — проводник

## Съёмочная группа
- Сценарист — Владимир Валуцкий
- Режиссёр — Виталий Мельников
- Главные операторы — Дмитрий Долинин, Юрий Векслер
- Главный художник — Белла Маневич
- Режиссёр — Лев Махтин
- Композитор — Георгий Портнов
- Звукооператор — Ася Зверева
- Монтажёр — Зинаида Шейнеман
- Редактор — Александр Бессмертный
- Художник-декоратор — Владимир Костин
- Ленинградский концертный оркестр
под управлением — Анатолия Бадхена
- Директор картины — Игорь Лебедь

## Прокат
- СССР (премьера 17 мая 1971 года) — 11 место в списке лидеров советского кинопроката 1971 года (31,2 млн зрителей)[1]
- Польша (премьера в 1971 году) — Siedem dziewcząt kaprala Zbrujewa
- Венгрия (премьера 29 июня 1972 года) — Az őrvezető hét menyasszonya[2]
- Согласно опросу кинокритиков, проведённому газетой «Советская культура», фильм был назван одним из худших в 1971 году (наряду с фильмами «Морской характер», «Песни моря», «Корона Российской империи, или Снова неуловимые» и «Опекун»)[3].